# Парашкев Дюлгеров
Парашкев Димитров Дюлгеров е български поет, хуморист и културен деец.

## Биография
Пише стихове от ученическите си години. Пише под псевдонимите:
- П. Д. Бодил – в. Заря. София, 1941 – 1942.
- П. Д. Устрем – в. Заря. София, 1942; в. Щурец. София, 1942 – 1943.

Участва активно в литературния кръжок „Цветан Спасов“ към ОНЧ „Георги Димитров“ – Плевен заедно с писателите: Константин Георгиев, Асен Марков, Георги Стойков, Любен Христов, Владо Кирицов, Ставри Борисов и др. Деен член на Клуба на културните дейци в града от създаването му. Автор на множество поетични творби, публикувани в местни и централни издания. Автор на стихосбирката „Легло на огън“.
Дългогодишен главен счетоводител на Концертно бюро при Окръжна дирекция „Музика“ – Плевен.

## Произведения
Стихосбирки
- „Първа пролет“. Плевен, Кооперативна печатница „Изгрев“, 1939.
- „Земя“. Плевен, Кооперативна печатница „Изгрев“, 1943.
- "Легло на огън“, София: „Хайни“, 2000. ISBN 954-9835-08-1

Избрани стихотворения
- „Разговор с дъщеря ми“ – Септемврийска победа, бр.150, 1957 г.
- „Размисъл“ – Труд, 13.04.1958 г.
- „Молитва на домакина“ – Кооперативно село, 9.10.1958 г.
- „Моят дом“ – Читалище, 1965, кн. 4.
- „Ден“; „Слово за Октомври“ – Литературен фронт, 5.11.1966 г.
- „Автобиография“; „Автоочерк“; „Дъжд“; „Съществувам...“ – Червенобрежка трибуна, 30.06.1967 г.
- „Възприемане на себе си“ – Литературен фронт, 28.03.1968 г.
- „Визитна карта“ – Септемврийска победа, 18.06.1968 г.
- „Автопортрет“; „Български монолог“; „Моят покрив“; „Напречен разрез на моята биография“ —Художествена самодейност, 1969, кн. 4, с. 41.
- „Простете ми“; „Афиш за нея“ – Септемврийска победа, 03.10.1972 г.
- „Отражение в прозореца“; „Интермецо“; „Длан за утрото“ – Пламък, 1992, кн. 5 – 6, с. 31 – 32.
- „Императив“; „Химера“; „Гротеска“; „Портрет на нея“ – Пламък, 1993, кн. 7 – 8, с. 123 – 125.
- „Станси за вината“; „Взрив във себе си“; Когато обличам луната със слънце"; „Послеслов след един митинг“ – Везни, 1993, кн. 3, с. 47.
- „Биография на две чаши кафе“; „Апокалиптична рамка“; „Ecce Homo“ – Пламък, 1995, кн. 3 – 4, с. 113 – 115.
- „На брега...“; „Голо тяло“; „Моят град...“ – Пламък, 1996, кн. 11 – 12, с. 119 – 121.
- „На концерт без секретар на завистта“; „Летопис“ – Пламък, 1997, кн. 11 – 12, с. 83 – 84.
- „Виолетова импресия“; „Трохи пред Архимедовата точка“; „След стъпките на гълъб“ – Пламък, 1999, кн. 3 – 4, с. 80 – 82.
- „Пред сянка на втория Вавилон“ – в. Български писател, 27.04.1999.
- „Предсмъртие“; „В нощта“ – Пламък 2001, кн. 11 – 12, с. 67.

Избрани публицистични материали
- „Сираче ли е цирковото изкуство?“ – в. Народна култура, 21.03.1986
- „Организаторът“ – в. Поглед, 28.11.1988
- „Въпрос след самочувствието“ – Народна култура, бр. 32, 4.08.1989 г.
- „Четвъртият салон“ – в. Пулс, бр. 39, 26.09.1989